# Lucio Acilio
Lucio Acilio, soprannominato Sapiens (in latino Lucius Acilius; fl. II secolo a.C.), è stato un giurista romano vissuto nel secondo secolo a.C.
Fu uno dei commentatori delle leggi delle dodici tavole.